# Svartsjö kungsgård

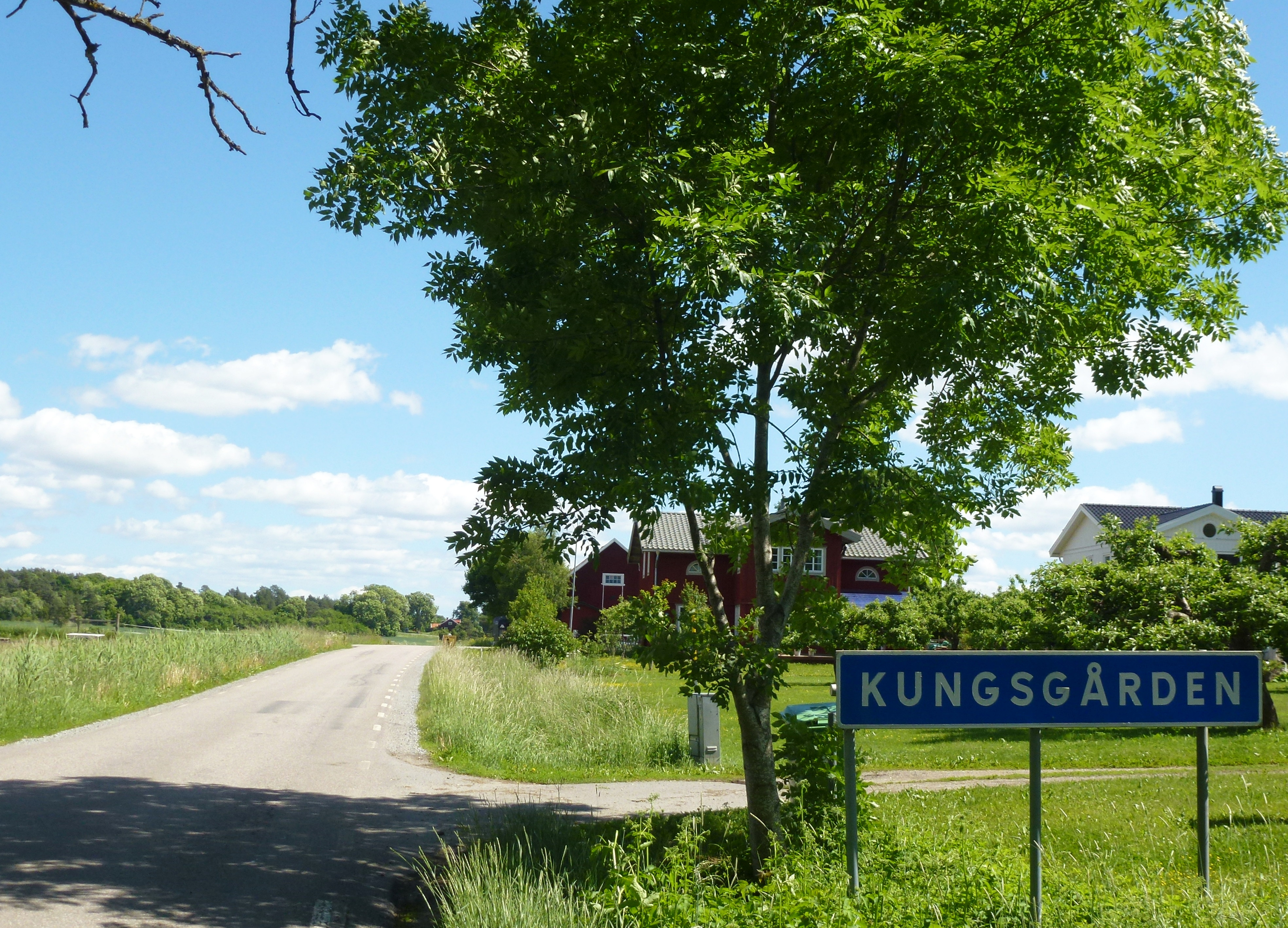
Svartsjö Kungsgård i juni 2013.

Svartsjö kungsgård (Svartsjö kungsladugård) är en tidigare kungsgård vid Svartsjö på Färingsön, Ekerö kommun. Gården anlades år 1345 och räknas till en av de äldsta kungsgårdarna i Sverige. Svartsjö kungsgård, som hörde till Svartsjö slott, förvaltas idag av Statens fastighetsverk och arrenderas av Kriminalvårdsstyrelsen som bedriver modernt jordbruk på platsen. Svartsjö kungsgård består idag av ett tiotal hus och totalt 750 hektar mark.

## Historik

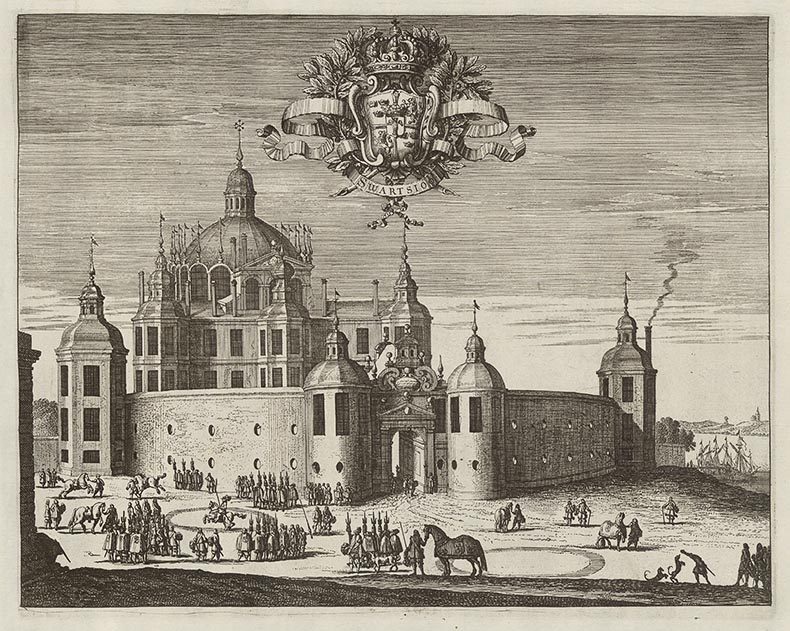
Det gamla renässansslottet, så som det framställs i Suecia antiqua et hodierna.

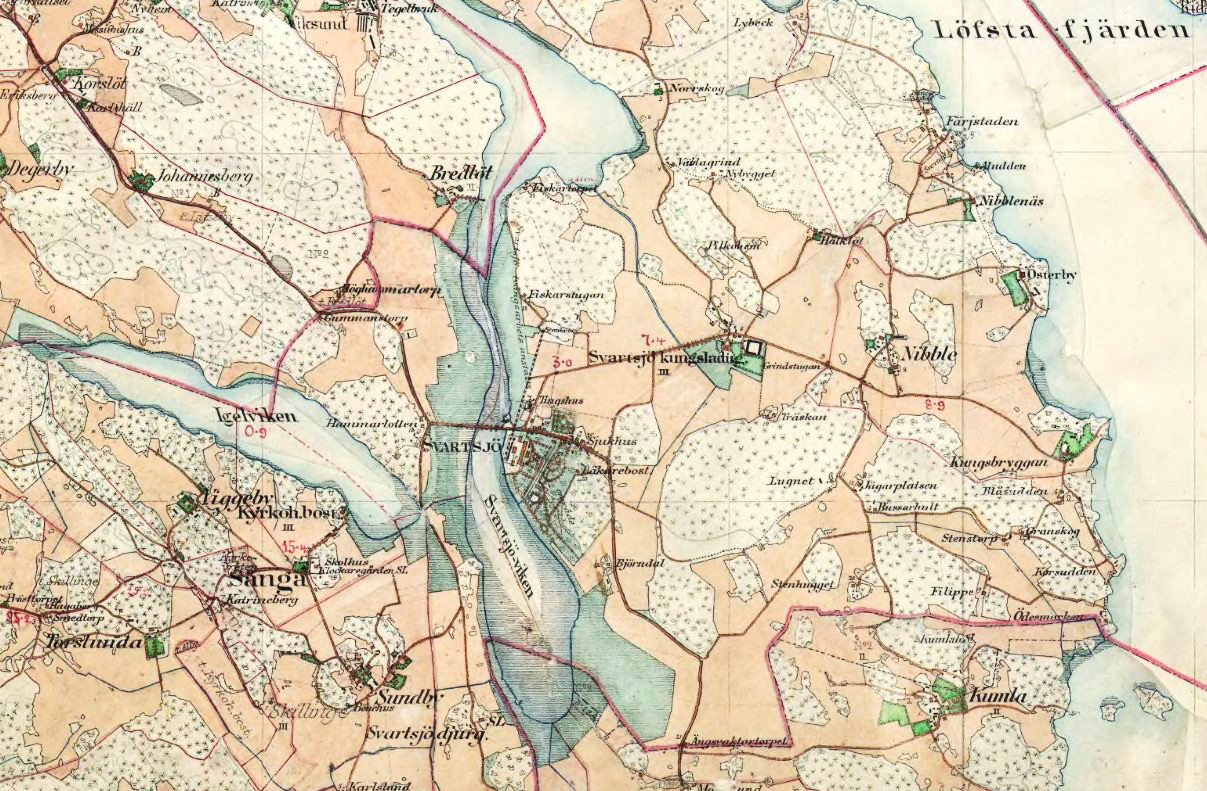
Kungsladugården och omgivning på Häradsekonomiska kartan 1901.

Kungsgården på Svartsjö uppfördes ursprungligen av Magnus Eriksson vid mitten av 1300-talet. Ett befäst stenhus byggdes under 1400-talet för att sedan byggas om av Gustav Vasa, Erik XIV och Johan III till ett praktfullt renässansslott. Under Johan III anlades en inhägnad djurgård där kunglig jakt bedrevs på hjort och rådjur. Slottet brann ned 1687 och återuppbyggdes inte, men lustträdgården och köksträdgården blev kvar i bruk, även den kungliga jakten fortsatte. Teglet i murarna togs tillvara, forslades till Stockholm och användes i en pågående ombyggnad av Slottet Tre Kronor. Rester av källargrunden är fortfarande bevarade intill Svartsjö slott.
Själva Kungsladugården med sina ekonomibyggnader anlades strax nordost om slottet. Till gården hörde även betesmarker och ängar. Gårdens gränser är i stort oförändrade sedan de första kartorna ritades på 1700-talet. På 1700-talet ökade antalet torp på Svartsjö kungsgård. Som mest fanns 26 torp, i dag består bebyggelsen av ett tiotal hus. Torpen vid Svartsjö räknas till kommunens bäst bibehållna bebyggelsemiljöer av denna typ. Särskild Fiskartorpet på  "Fiskarudden" är med sina välbevarade och ålderdomliga byggnader troligen den mest genuint bevarade torpmiljön i Stockholms län. Fiskartorpet är numera skyddat som byggnadsminne.
På kartor från 1709 kan man se hur jordbruket var organiserat. På 1800-talet infördes mera rationellt storjordbruk i Sverige, så även på Svartsjö kungsgård. Vid sekelskiftet 1900 hade det mesta av jorden satts under plogen. 1888 beslöt riksdagen och Oskar II att låta bygga om Svartsjö slott till fängelse. De intagna fick till en början arbeta vid ett stenbrott norr om slottet men 1910 övertog anstalten istället driften av jordbruket på kungsgården.

## Kungsgården idag
Svartsjö kungsgård arrenderas av Kriminalvårdsstyrelsen som bedriver ett modernt jordbruk. På cirka en fjärdedel av åkermarken odlas energiskog som används till uppvärmning av kungsgårdens byggnader. På åkermarken odlas växelvis spannmål och foderväxter. Gården har också en omfattande köttproduktion och avel av nötkreatur. Kungsgården har idag en areal av totalt 750 hektar land, varav 353 hektar skog, 343 hektar åker och 33 hektar betesmark.

## Bilder

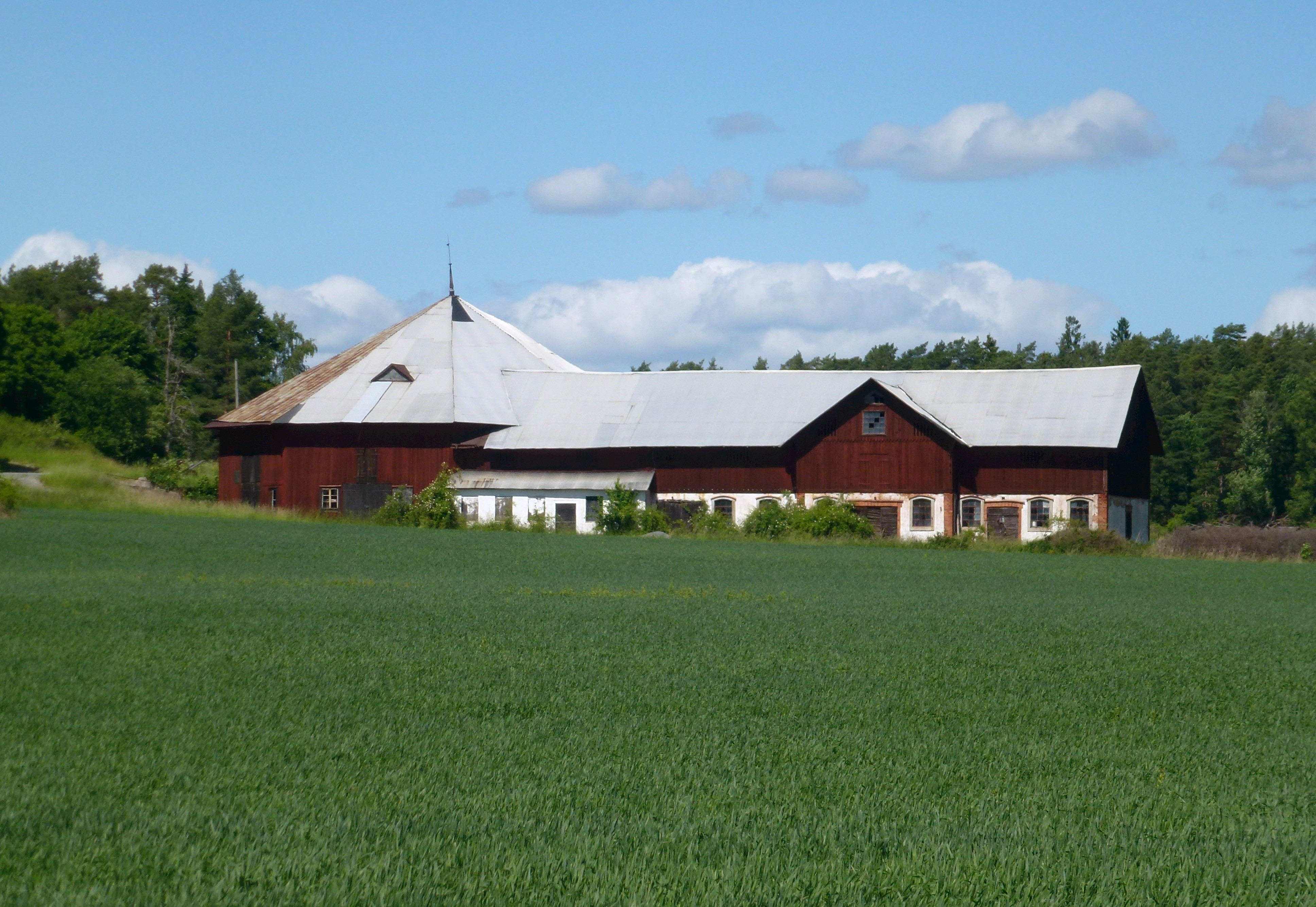
Äldre ladugård
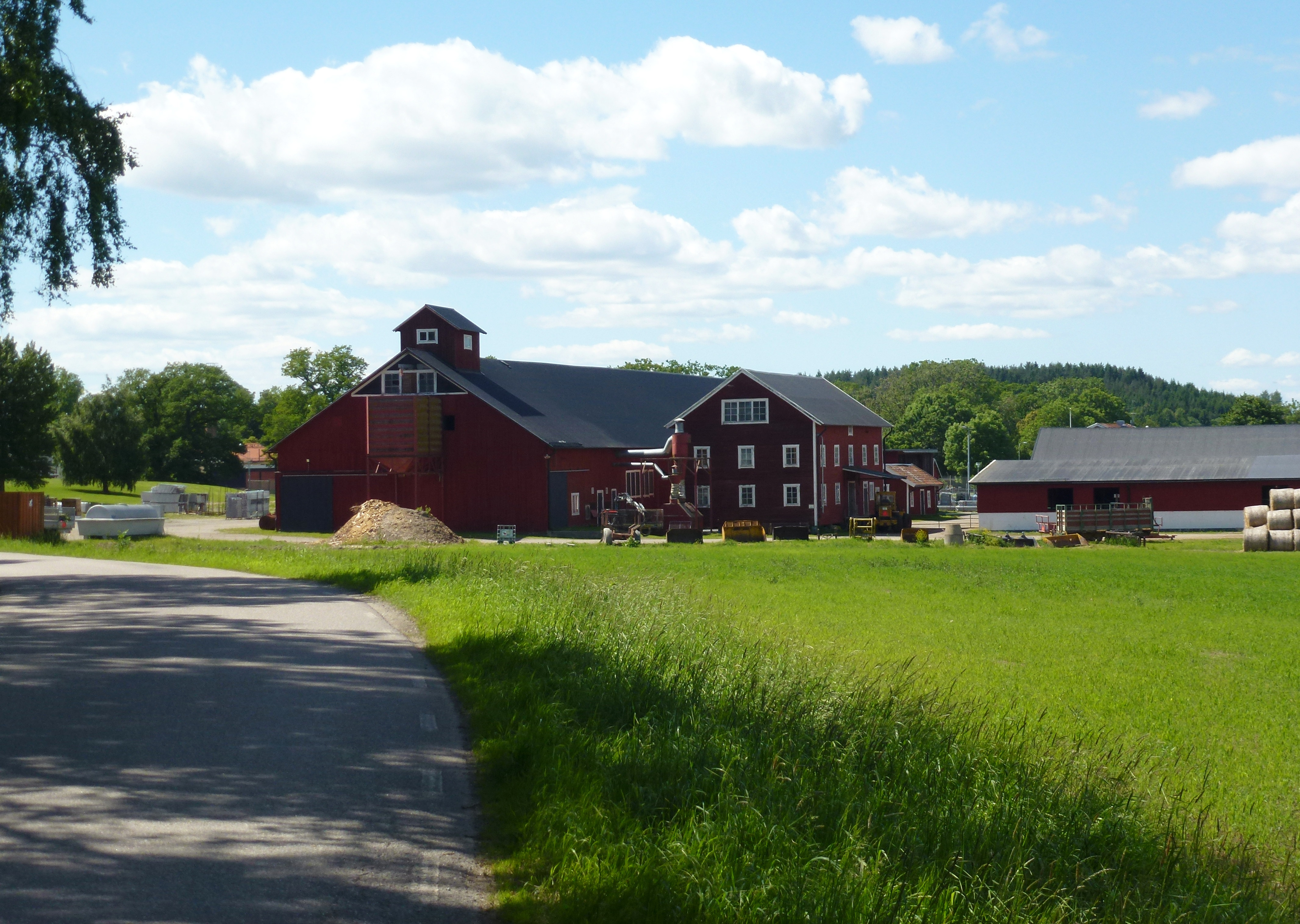
Dagens jordbruksbyggnader
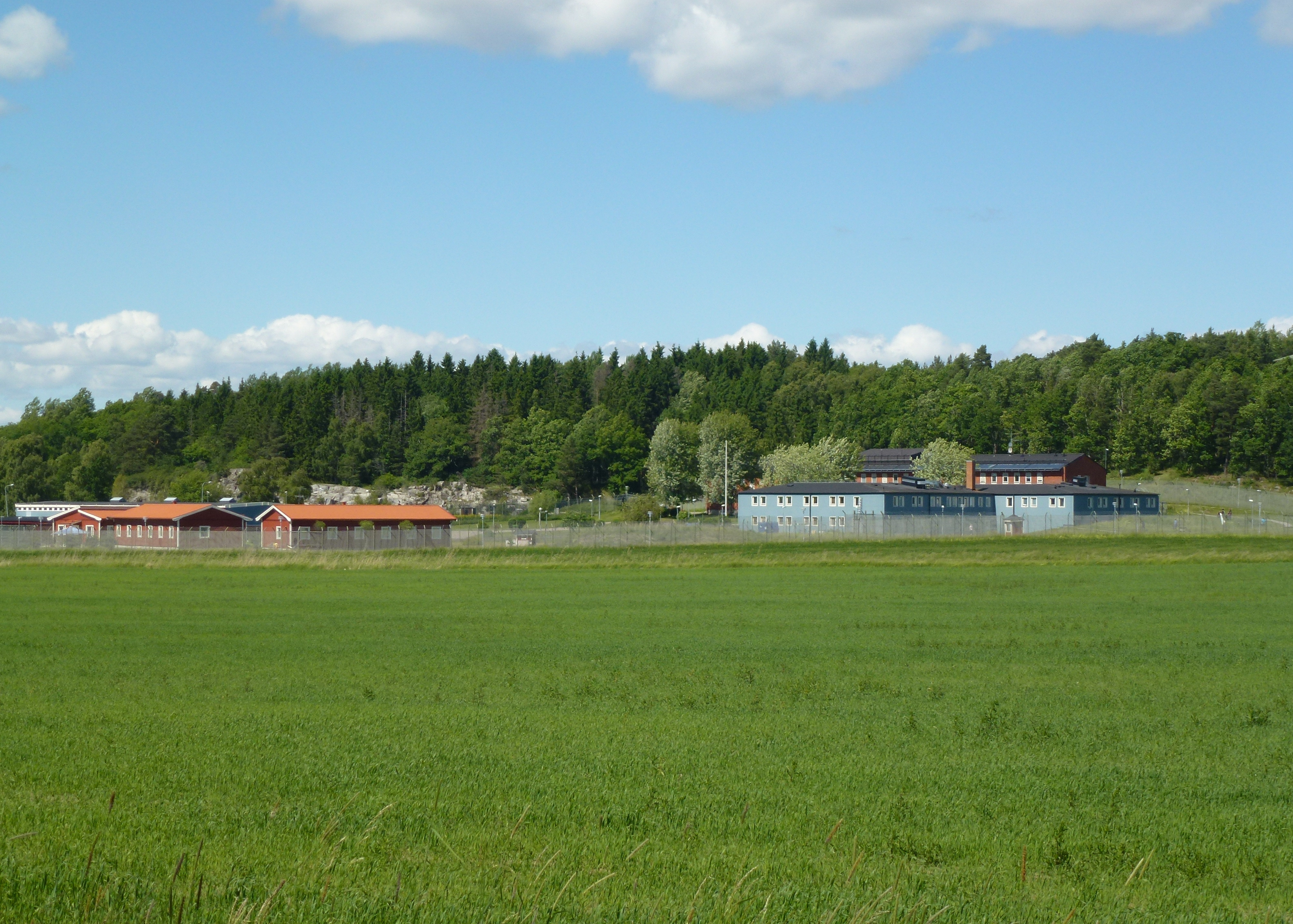
Anstalten Svartsjö
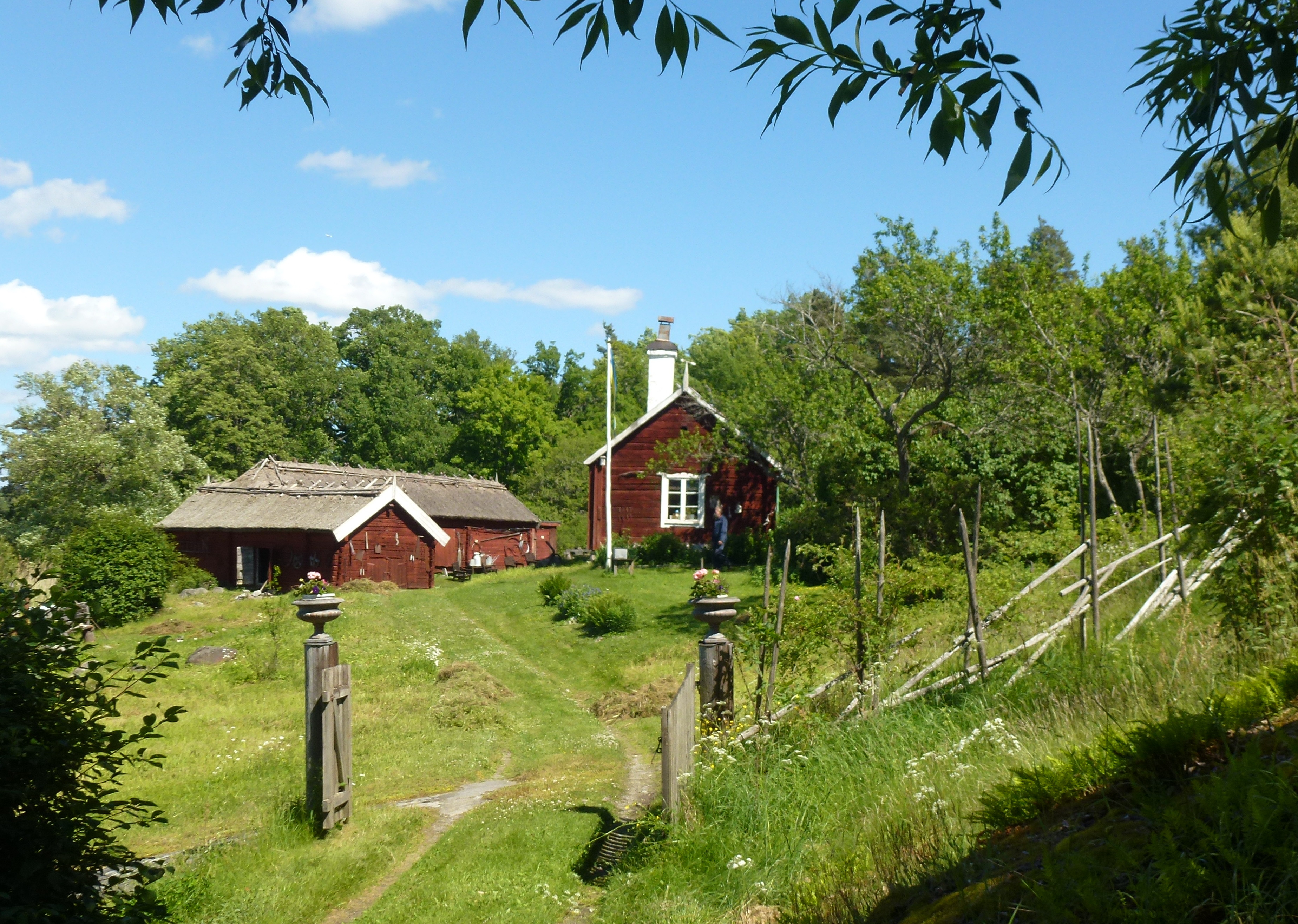
Fiskartorpet, Svartsjö

## Fotnoter
1. ↑  “Denna Kongsgård lydde fordom under Upsala Öde och war alltså i hedendomen en Gamla Upsala egendom.” (Stockholms Stads historia från stadens anläggning till närwarande tid, utgiven 1828)
2. ↑  “Kungsgården har en wacker träd- och humlegård, samt en djurgård, hwari hjortar och rådjur uppehållas. Drottning Christina har låtit införskrifwa näktergalar hit till trädgården, hwilka sedan utspridt sig på öarne i Mälaren.” (Stockholms Stads historia från stadens anläggning till närwarande tid)
3. ↑  “Af det fordna härstädes, år 1491, uppförda munkekloster, hwilket Koning Gustaf I, efter år 1545, förwandlade till ett kongl. slott, som år 1687 alldeles afbrann, äro nu allenast nedfallna murar ett minnesmärke; dock har sedermera, på 1760:talet, ett nytt Kungshus i stället blifwit uppbygdt.” (Stockholms Stads historia från stadens anläggning till närwarande tid)